# 卡普斯 (佛羅里達州)
卡普斯（英語：Capps）是位於美國佛羅里達州傑佛遜縣的一個非建制地區。該地的面積和人口皆未知。

## 地理
卡普斯的座標為30°24′37″N 83°54′40″W / 30.41028°N 83.91111°W，而該地的平均海拔高度為59米（即194英尺）。